# Hypothese
Eine Hypothese (von altgriechisch ὑπόθεσις hypóthesis → spätlateinisch hypothesis, wörtlich ‚Unterstellung‘) im wissenschaftlichen Sinn ist eine auf dem Stand der Wissenschaft gründende Annahme, die zwar geeignet ist, bestimmte Erscheinungen zu erklären, deren Gültigkeit aber nicht oder noch nicht bewiesen bzw. verifiziert ist. Die Hypothese muss anhand ihrer Folgerungen überprüfbar sein; wird sie überprüft, ist sie dadurch dann je nach Ergebnis entweder bewiesen bzw. verifiziert oder aber widerlegt bzw. falsifiziert. In der Umgangssprache bezeichnet Hypothese, oder schwächer Arbeitshypothese, auch jede vorläufige Annahme, die der weiteren Arbeit zugrunde gelegt wird.
Bei der Formulierung einer Hypothese ist es üblich, die Bedingungen anzugeben, unter denen sie gültig sein soll: Das geschieht bei eindeutigen logischen Beziehungen in der Form
„Immer wenn …, dann …“
In positivistischen wissenschaftstheoretischen Strömungen ist die Hypothese, wenn sie durch verifizierende Beobachtungen erhärtet werden kann, die Vorstufe zu einer Theorie. Voraussetzung ist, dass es niemandem gelingt, die Hypothese eindeutig zu widerlegen. Hierbei bezeichnet der Ausdruck „Theorie“ in der Wissenschaftssprache, wieder im Unterschied zum allgemeinen Sprachgebrauch, eine Gruppe aufeinander bezogener logischer Aussagen, die zumindest teilweise durch Empirie bestätigt sind (z. B. die Relativitätstheorie oder die Evolutionstheorie). Eine Behauptung oder ein Leitsatz (Beobachtungssatz), der durch wissenschaftliche Beweisführung bewiesen oder widerlegt werden soll, wird als These bezeichnet (Bsp.: „Wirtschaften an sich ist frei von moralischem Gehalt“).
Kritisch-rationale Ansätze vertreten demgegenüber die Auffassung, Theorie, Spekulation und Hypothese seien gleichwertig, da theoretische Aussagen grundsätzlich nicht verifiziert, sondern lediglich falsifiziert werden könnten.

## Empirische Wissenschaften
In den empirischen Wissenschaften haben Hypothesen den Status einer Annahme, die üblicherweise nach dem deduktiv-nomologischen Modell zu überprüfen ist. Dabei werden beobachtete Daten auf die Hypothese angewendet und untersucht, ob die Hypothese und die beobachteten Ereignisse übereinstimmen. Besteht Übereinstimmung, ist damit die Hypothese bestätigt.
Unterstützt wird die Prüfung einer Hypothese häufig durch eigene empirische Untersuchungen. Da empirische Untersuchungen nur eine endliche Anzahl von Beobachtungen umfassen können, werden solche Aussagen nicht als endgültig bewiesen, sondern nur als bewährt betrachtet (sogenannte bewährte Hypothese).
Werden Hypothesen als vorläufige Annahmen formuliert, aufgrund derer weitere Arbeiten geplant werden, spricht man von einer Arbeitshypothese. Stellen sich im weiteren Verlauf Fehler bei den Annahmen heraus oder ergeben sich genauere Erkenntnisse, wird die Arbeitshypothese angepasst. Im Gegensatz dazu soll die durch ein wissenschaftliches Experiment zu überprüfende Hypothese vor Beginn des Experiments festgelegt und nicht in dessen Verlauf verändert werden, da sonst die erhöhte Gefahr besteht, dass im Experiment auftretende zufällige Korrelationen fälschlicherweise als tatsächliche (kausale) Effekte interpretiert werden („einen Pfeil auf eine Wand schießen und im Nachhinein die Zielscheibe darum malen“).
Am Ende der wissenschaftlichen Arbeit bzw. zu Beginn im Management Summary findet sich dann neben der Zusammenfassung der Arbeit i. d. R. die Antwort auf die Frage, ob die Hypothese positiv überprüft werden konnte oder nicht.
Können mehrere Hypothesen ein Ereignis erklären, kann durch den Schluss auf die beste Erklärung eine Hypothese vor einer rivalisierenden Hypothese ausgezeichnet werden, was aber nicht heißt, dass die dadurch ausgezeichnete Hypothese auch die richtige sein muss.
Bei Wahrscheinlichkeitsaussagen (Probabilitätsaussagen) empirischer Wissenschaften lauten Hypothesen zum Beispiel auf metrischem Skalenniveau:
„Je mehr …, desto mehr/weniger …“

## Logik
In der Logik werden Hypothesen in Form einer logischen Aussage formuliert.
In einem logischen Gespräch ist eine Hypothese die Prämisse eines Arguments, deren Wahrheit zunächst ausgeklammert wird. Dabei wirken Hypothesen als Implikationen, die der Verteidigung einer These dienen. Formal:
{\displaystyle A_{1},A_{2},\ldots ,A_{n}\Rightarrow A}
Ist die These (die Konsequenz {\displaystyle A}) unter Annahme der Hypothesen gültig, müssen die einzelnen Hypothesen überprüft werden.

## Mathematik
In der Mathematik bezeichnet der Begriff Hypothese ursprünglich die unbewiesenen Grundlagen oder allgemeinen Prinzipien, aus denen die mathematischen Sätze abgeleitet werden. Da diese Prinzipien als Axiome verwendet werden, gilt für sie nicht das Kriterium der Wahrheit. Sie sind gesetzt. Die mit ihnen verbundenen Schlussfolgerungen sind deduktiv.

## Statistische Hypothesen
Bei der statistischen Hypothese wird das Gegensatzpaar Nullhypothese und Alternativhypothese verwendet. Hat eine Hypothese eine bestimmte Wahrscheinlichkeitsaussage zum Inhalt, wird sie durch statistische Tests überprüft an:
Werden probabilistische Hypothesen auf nominalem Skalenniveau formuliert, ergibt sich als Hypothesenform:
„Wenn …, dann ist es wahrscheinlicher, dass …“

## Historische Aspekte

### Platon
Platon behandelte das Thema der Hypothese (im Sinne von „das Vorausgesetzte“, „Bedingung“) mehrfach, so auch in seinem Dialog Phaidon (100 a):
„Ich lege meiner Untersuchung immer eine Behauptung zugrunde, die ich für besonders stark halte; und das, von dem ich dann den Eindruck habe, dass es damit in Einklang steht, nenne ich wahr; was dagegen damit nicht in Einklang zu stehen scheint, nenne ich unwahr.“

### Isaac Newton
Eine Hypothese ist seit Isaac Newton eine in Form einer logischen Aussage formulierte Annahme (causa ficta), deren Gültigkeit nicht bewiesen bzw. verifiziert ist, aber geeignet ist, Erscheinungen zu erklären.

### Hypothese als Form des Urteils bei Kant
Der Philosoph Immanuel Kant unterscheidet in seiner Kritik der Urteilskraft vier Vorgehensweisen für theoretische Beweise:
1. logisch-strenge Schlussfolgerungen (z. B. durch Deduktion)
2. Verwendung von Analogien
3. die wahrscheinliche Meinung
4. Hypothese als „möglichen Erklärungsgrund“

So ist nach seiner Ansicht die Hypothese zwar zunächst nur eine von vier Möglichkeiten, um einen Beweis zu finden, doch stellt er an eine Hypothese die Mindestforderung, „davon muß wenigstens die Möglichkeit völlig gewiß sein“.

### Abduktion bei Charles S. Peirce
Charles S. Peirce bezeichnete den Schluss von einem Ereignis unter Annahme einer Regel auf einen Fall als eine Hypothese, die eine eigene Schlussweise neben Induktion und Deduktion darstellt. Sehe ich zum Beispiel Rauch und gehe von der Regel aus „Wo Rauch ist, ist auch Feuer“, so komme ich zu dem Schluss „Dort ist Feuer.“ Die Schlussweise der Hypothese ist logisch nicht eindeutig.

### Arten von Hypothesen nach Poincaré
Der Philosoph und Wissenschaftler Henri Poincaré unterschied drei Arten von Hypothesen:
1. Natürliche Hypothesen. Dies sind Hypothesen ganz allgemeiner Art, die sich als Hintergrundwissen widerspiegeln. Beispiele sind die Existenz der Außenwelt und die prinzipielle Erkennbarkeit der Dinge. Natürliche Hypothesen können nur schwer aufgegeben werden, da sie für den Wissenschaftsbetrieb konstitutiv sind.
2. Indifferente Hypothesen. Diese Hypothesen funktionieren als Konventionen, da man für eine Theorie auch die gegenteilige Hypothese annehmen könnte und dies die Theorie lediglich verkomplizieren, nicht aber widerlegen würde.
3. Verallgemeinernde Hypothesen. Durch Erfahrung bestätigbar oder widerlegbar ist nur diese Art Hypothesen. Sie werden durch Induktionsschlüsse gewonnen.

## Anschauliche Zitate
„Hypothesen, noch vibrierend von eigener In-Frage-Stellung, kommen selten bereits zum praktischen Beweis, zu dem der technischen, sozialen Veränderung, als gelingender. Sie bleiben im bloßen Versuch des bloßen Erklärens; mißlingt dieser, bleiben sie zwar durchaus innerhalb der Erkenntnis, sie stehen auch dann nicht mehr in limine außerhalb ihrer, wie die Abstraktion, aber sie wandern in die Versuchsgeschichte der Erkenntnis, der erkannten Irrtümer.“